# Сенсини, Роберто Нестор
Робе́рто Не́стор Сенси́ни (исп. Roberto Néstor Sensini; род. 12 октября 1966[…], Арройо-Секо, Санта-Фе) — аргентинский футболист, выступавший на позиции центрального защитника, а также полузащитника.
Наиболее известен по выступлениям за «Ньюэллс Олд Бойз», а также итальянские клубы «Удинезе», «Парма» и «Лацио». В составе сборной Аргентины в 1990 году стал вице-чемпионом мира.
По окончании карьеры футболиста стал работать тренером.

## Биография

### Первые годы в НОБ
Роберто Сенсини начал карьеру в 1986 году в «Ньюэллс Олд Бойз» из Росарио, в составе которого в сезоне 1987/88 он стал чемпионом Аргентины. В том же сезоне Сенсини отметился первым забитым в Примере голом, это случилось 29 ноября 1987 года — в ворота «Архентинос Хуниорс». Абсолютно все игроки чемпионского состава НОБ были воспитанниками клуба. В 1988 году «красно-чёрные» впервые в своей истории дошли до финала Кубка Либертадорес, где уступили уругвайскому «Насьоналю» (примечательно, что «Насьональ» уже обыграл аргентинцев в 1/4 финала, однако «Ньюэллс Олд Бойз» был допущен к полуфиналу в качестве лучшей из проигравших команд).

### Италия («Удинезе», «Парма», «Лацио»)
В 1989 году Сенсини переехал в Италию, где стал выступать сначала в Серии B за «Удинезе», а затем, с 1993 года — за «Парму».
Для «пармезанцев» 1990-е годы были лучшими в истории клуба. В 1990 году команда впервые добилась права выступать в Серии A. Уже в 1992 году «Парма» завоевала Кубок Италии, а затем — Кубок кубков УЕФА. Вместе с Сенсини (и ещё одним новичком Джанфранко Дзолой) зимой 1994 года «Парма» завоевала Суперкубок УЕФА, обыграв финалиста Лиги чемпионов — соотечественников из «Милана». В 1994 году «Парма» вновь добралась до финала Кубка кубков, но уступила на копенгагенском Паркене лондонскому «Арсеналу» с минимальным счётом 0:1.
В сезоне 1994/95 «Парма» заняла третье место в чемпионате Италии, повторив свой лучший результат сезона 1992/93, а также завоевала Кубок УЕФА, обыграв в финале по сумме двух матчей «Ювентус» — 2:1. Сенсини играл лишь в первом финальном матче, который прошёл на Эннио Тардини и завершился победой «Пармы» со счётом 1:0.
В сезоне 1996/97 Сенсини помог своей команде занять второе место в чемпионате Италии. Следующих крупных успехов «Парма» добилась в 1999 году, в котором «жёлто-синие» завоевали свои вторые Кубок Италии и Кубок УЕФА. Финал еврокубка состоялся на московском стадионе Лужники, а Сенсини вывел «Парму» на поле в качестве капитана команды. Итальянский клуб разгромил со счётом 3:0 марсельский «Олимпик». Летом того же года Сенсини вместе со своим соотечественником Хуаном Себастьяном Вероном перешёл в «Лацио», который на тот момент был одним из богатейших клубов мира, располагавший одним из самых звёздных составов.
Сенсини выступал в «Лацио» два года. Наиболее успешным стал первый сезон — 1999/2000. «Орлы» сумели выиграть как чемпионат Италии, так и Кубок страны, а летом 2000 года добавили к своей коллекции ещё один трофей — Суперкубок Италии. В 2001 году Сенсини вернулся в «Парму», с которой сразу же сумел выиграть Кубок Италии. Завершил карьеру футболиста аргентинец в «Удинезе» в 2005 году.

### Сборная Аргентины
Сенсини дебютировал за сборную Аргентины в 1987 году, будучи игроком «Ньюэллса». В 1989 году занял третье место на Кубке Америки в Бразилии. В 1990 году вместе с «альбиселесте» дошёл до финала чемпионата мира. На итальянском мундиале Сенсини провёл два матча. В стартовой игре на стадионе Джузеппе Меацца Сенсини вышел в основе, заработал жёлтую карточку и был заменён на Габриэля Кальдерона на 70-й минуте. Аргентина сенсационно уступила сборной Камеруна со счётом 0:1. Вторую игру Сенсини провёл уже в финале против сборной ФРГ. Именно эпизод между Сенсини и Руди Фёллером привёл к назначению очень спорного пенальти, реализованного Андреасом Бреме и принесшим победу германской команде.
Сенсини также принимал участие в чемпионатах мира 1994 и 1998 годов. На последнем турнире Аргентина дошла до стадии 1/4 финала. В 1996 году Сенсини стал одним из трёх игроков старше 23 лет, которых можно было заявить на футбольный турнир в рамках Олимпийских игр. Аргентинская команда дошла до финала, где уступила Нигерии. Последний матч за сборную Сенсини сыграл в 2000 году. Всего за национальную команду он провёл 59 матчей.

### Тренерская карьера
В 2006 году Роберто Нестор Сенсини начал тренерскую карьеру в своей последней команде. Под его руководством «Удинезе» в восьми матчах одержал четыре победы, трижды сыграл вничью и лишь один проиграл. После этого Сенсини прошёл тренерские курсы в Коверчано.
С сентября 2007 по декабрь 2008 года возглавлял «Эстудиантес». Под его руководством «студенты» дошли до финала Южноамериканского кубка 2008, где уступили бразильскому «Интернасьоналу».
С 2009 по 2011 год руководил родным «Ньюэллс Олд Бойзом». В 2012—2013 годах возглавлял «Колон». Последней для Сенсини тренерской командой на данный момент является «Атлетико Рафаэла», с которой специалист работал в 2014—2015 годах.
С 2015 года работает директором департамента футбола в «Ньюэллс Олд Бойз».

## Стиль игры
Сенсини играл в стабильный, чёткий и умный футбол. Тактически Сенсини был очень универсальным игроком, способным сыграть почти на любой позиции в линиях защиты или полузащиты. За свою карьеру он выступал на нескольких позициях — флангового защитника, атакующего флангового полузащитника, центрального защитника (либеро), а также на позиции центрального полузащитника или опорного полузащитника. Несмотря на то, что Сенсини преуспел, прежде всего, в оборонительных действиях и в отборе мяча, благодаря своей хорошей технике он также вносил свой вклад и в атакующие действия своих команд — как правило, при помощи дальних передач, периодически и самостоятельно забивая голы.

## Достижения

### В качестве игрока
- Чемпион Аргентины: 1987/88
- Чемпион Италии: 1999/2000
- Обладатель Кубка Италии (3): 1998/99, 1999/2000, 2001/02
- Финалист Кубка Италии: 1994/95
- Обладатель Суперкубка Италии: 2000
- Обладатель Кубка УЕФА (2): 1994/95, 1998/99
- Обладатель Суперкубка УЕФА (2): 1993
- Финалист Кубка Либертадорес: 1988
- Финалист Кубка кубков УЕФА: 1993/94
- Вице-чемпион мира: 1990
- Серебряный призёр Олимпийских игр: 1996
- Бронзовый призёр Кубка Америки: 1989

### В качестве тренера
- Финалист Южноамериканского кубка (1): 2008